# Walter Sisulu-universiteit
De Walter Sisulu-universiteit is een universiteit in Mthatha in de Zuid-Afrikaanse provincie Oost-Kaap. De universiteit ontstond na een fusie op 1 juli 2005 van de Border Technikon, de Oost-Kaap Technikon en de Universiteit van Transkei. De universiteit werd genoemd naar Walter Sisulu, een prominent leider in de strijd tegen apartheid.

## Faculteiten
- Natuurwetenschappen, techniek en technologie
- Geneeskunde
- Bedrijfsmanagement en rechten
- Geestes- en sociale wetenschappen
- Onderwijs